# Touche de combinaison
Cette page contient des caractères spéciaux ou non latins. S’ils s’affichent mal (▯, ?, etc.), consultez la page d’aide Unicode.
Une touche de combinaison, de modification, modificatrice ou plus simplement un modificateur est une touche de clavier d'ordinateur qui permet de modifier le comportement d'une ou plusieurs autres touches auxiliaires lorsqu'elles sont enfoncées simultanément. Ces modificateurs permettent de mettre en œuvre les raccourcis clavier.
Il en existe deux de base : la touche ⇧ Maj permet de manière générale d'accéder aux capitales tandis que la touche Alt Gr permet d'accéder aux caractères de troisième niveau.
Les touches Ctrl et Alt ⎇ sont utilisées pour les caractères non imprimables (ou d'échappement) et sont le plus souvent utilisées en tant que raccourcis pour fonctionnalités au niveau applicatif. Par exemple, avec la plupart des interfaces graphiques, appuyer simultanément sur les touches Alt ⎇ + F4 permet de fermer une fenêtre.

## Touches de combinaison des ordinateurs compatibles PC
| ⇧ Maj  | touche majuscule, paire                |
| Ctrl   | touche de contrôle, paire              |
| Alt ⎇  | touche alternative, impaire            |
| Alt Gr | touche de graphie alternative, impaire |
| Fn     | touche de fonction brève, impaire      |

## Touches de combinaison des ordinateurs Macintosh
| ⇧ Maj | touche majuscule, paire                            |
| Cmd ⌘ | touche de commande (anciennement « Pomme »), paire |
| Opt ⌥ | touche d'option, paire                             |
| Ctrl  | touche de contrôle, impaire                        |
| Fn    | Touche de fonction brève, impaire                  |